# لشکر ۱۲ پیاده (ایالات متحده آمریکا)
لشکر ۱۲ پیاده (انگلیسی: Philippine Division) لشکر پیاده‌نظام نیروی زمینی ایالات متحده آمریکا است، که در سال ۱۹۲۲ تأسیس شد و در سال ۱۹۴۷ منحل گردید.
لشکر فیلیپین، یا از سال ۱۹۴۴ تا ۱۹۴۷ لشکر ۱۲ پیاده‌نظام، هسته اصلی لشکر پیاده‌نظام ایالات متحده در وزارت فیلیپین ارتش ایالات متحده قبل و در طول جنگ جهانی دوم بود.
این لشکر در آوریل ۱۹۲۲ سازماندهی شد و عمدتاً از افسران ارتش ایالات متحده و سربازان وظیفه فیلیپینی تشکیل شده بود. هدف اصلی آن دفاع از فیلیپین در برابر تهاجم بود. هنگامی که ارتش فیلیپین در سال ۱۹۳۵ تأسیس شد، مجموعه‌ای از فیلیپینی‌های داوطلب بالقوه با تجربه نظامی را در اختیار قرار داد.
در ۳۱ ژوئیه ۱۹۴۱، این لشکر شامل ۱۰۴۷۳ سرباز بود که عمدتاً فیلیپینی‌های وظیفه بودند و به عنوان پیشاهنگان فیلیپینی شناخته می‌شدند و هنگ‌های ۴۵ و ۵۷ پیاده‌نظام ایالات متحده را تشکیل می‌دادند. همه سربازان وظیفه این لشکر، به استثنای هنگ ۳۱ پیاده‌نظام و نیروهای مختلف پلیس نظامی و ستاد، پیشاهنگان فیلیپینی بودند.
در اکتبر ۱۹۴۱، به عنوان بخشی از نیروهای ارتش ایالات متحده در خاور دور، برنامه‌هایی برای "سه‌ضلعی کردن" لشکر تدوین شد. لشکر ۳۴ پیاده از لشکر ۸ پیاده جدا شد و در دسامبر ۱۹۴۱ به همراه دو گردان توپخانه صحرایی ۱۰۵ میلی‌متری به بندرگاه منتقل شد. لشکر فیلیپین قرار بود تا ژانویه ۱۹۴۲ دو تیم رزمی کامل هنگ آمریکایی را در اختیار داشته باشد تا یک نیروی واکنش سیار مدرن و آموزش دیده را در اختیار ژنرال داگلاس مک آرتور قرار دهد، در حالی که پیشاهنگان فیلیپینی را برای تکمیل سایر واحدها آزاد می‌کرد. با این حال، وقوع جنگ در دسامبر ۱۹۴۱، فیلیپین را منزوی کرد و مانع از اجرای این طرح شد.